# Pastel de boniato

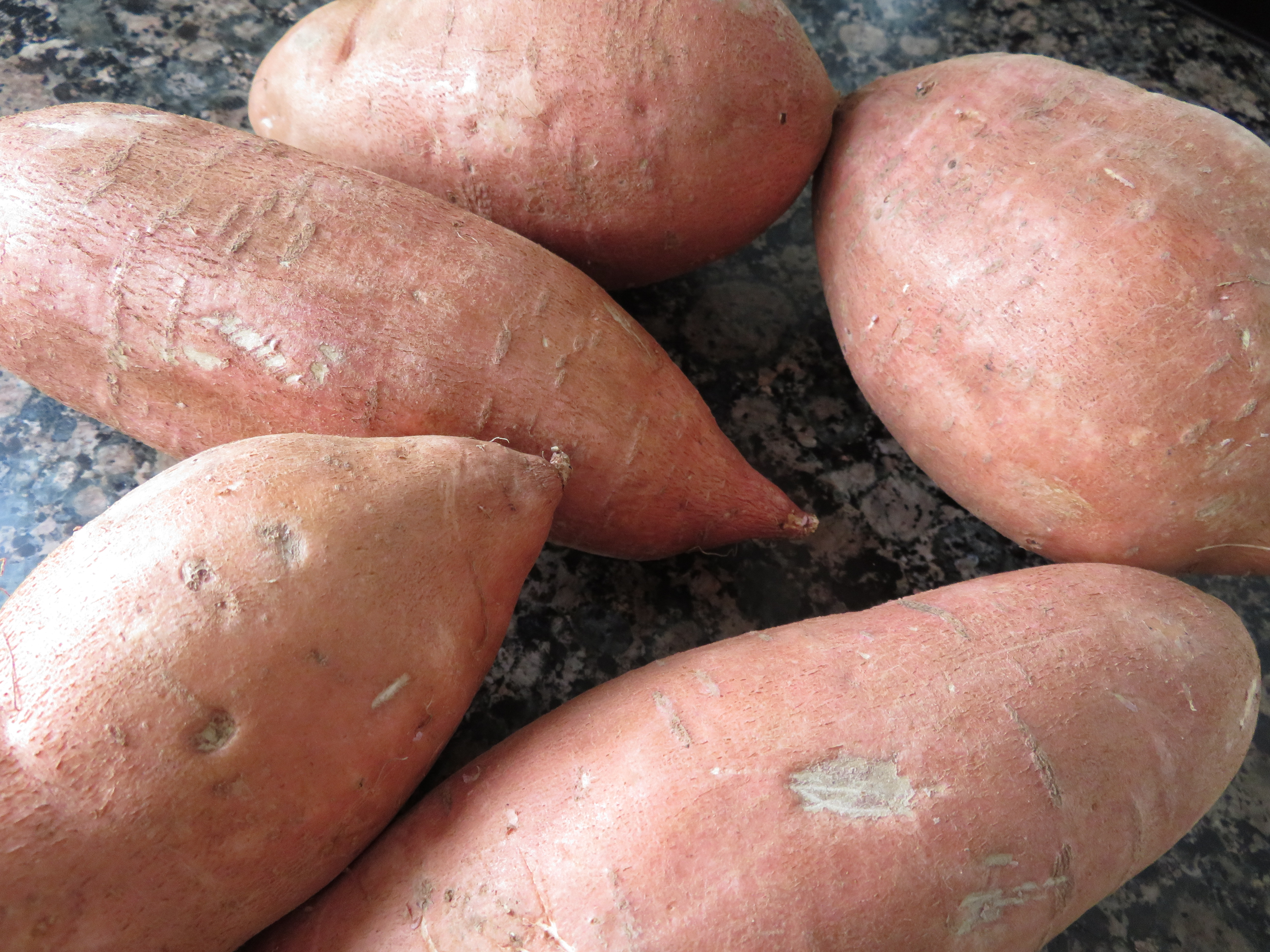
Boniatos, tubérculos

El pastel de boniato (en valenciano pastisset de moniato), empanada de boniato o empanada de camote (en algunos lugares) es una especie de pastel en forma de empanadilla que contiene una masa de boniato en su interior. Son habituales en muchos de los municipios de la Comunidad Valenciana (España). En muchos lugares de Andalucía se denominan empanadillas de batata. En las provincias de Castellón y Valencia se denominan pastissos de Nadal y como indica su nombre son muy habituales en Navidad.

## Características
El boniato o batata se cuece y posteriormente se hace una masa mediante el empleo de un pasapuré. Este puré, que será el relleno, suele edulcorarse (por regla general suele verterse una cantidad similar de azúcar a la de boniato) y aromatizarse con limón y la canela. A veces se elabora este relleno un día antes con el objeto de que repose y se acomoden los sabores. La masa externa se elabora de diferentes formas y su contenido dependerá de las costumbres reposteras de la localidad, pudiendo ser un hojaldre en algunos lugares. Con la masa estirada se suele recortar una especie de redondeles, en los que se añade el almíbar o confitura de boniato que hará de relleno, y después de cerradas (quedando en forma de media luna) se cuecen al horno. Pueden servirse recién elaboradas, o frías.